# Emoia baudini
Espèce
Synonymes
- Gongylus baudini Duméril & Bibron, 1839

Emoia baudini est une espèce de sauriens de la famille des Scincidae.

## Répartition
Cette espèce est endémique d'Indonésie. Elle se rencontre dans la péninsule de Doberai en Papouasie occidentale, au Sulawesi, à Waigeo, à Ternate, à Buru et dans les îles Aru.

## Étymologie
Cette espèce est nommée en l'honneur de Nicolas Baudin.

## Publication originale
- Duméril & Bibron, 1839 : Erpétologie Générale ou Histoire Naturelle Complète des Reptiles. vol. 5, Roret/Fain et Thunot, Paris, p. 1-871 (texte intégral).